# Old Corner Bookstore
Der Old Corner Bookstore ist ein historisches Gebäude in Boston im Bundesstaat Massachusetts der Vereinigten Staaten an der Ecke Washington Street/School Street. Es ist Bestandteil der Route des Freedom Trail.

## Geschichte

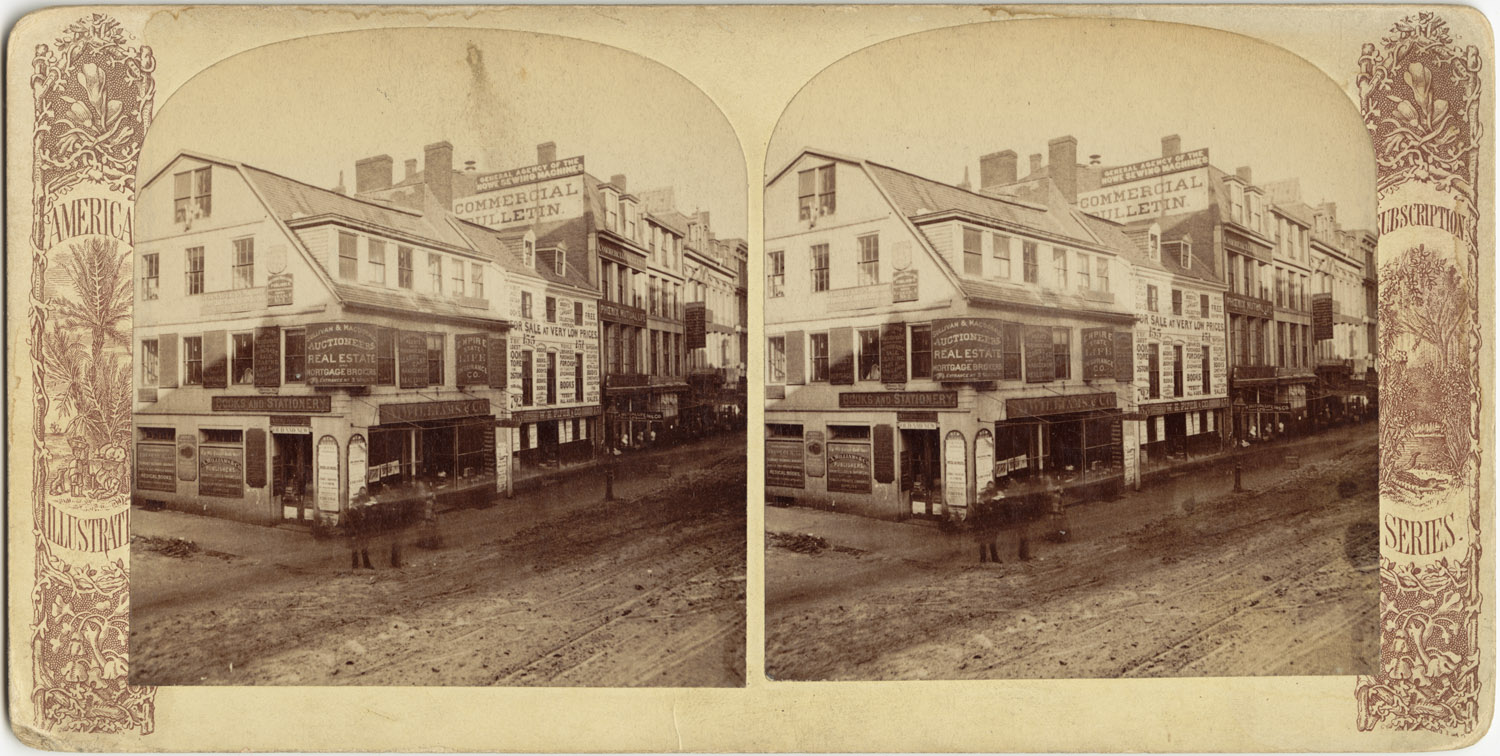
Der Old Corner Bookstore im 19. Jahrhundert

Das Gebäude wurde im Jahr 1712 von Thomas Crease als Wohnhaus und Apotheke erbaut. An gleicher Stelle stand zuvor das Haus von Anne Hutchinson, die dort 1635 ihre berühmten Séancen abgehalten hatte und 1638 aus Massachusetts aufgrund von Häresie ausgewiesen worden war. Um 1830 herum hatte in der zweiten Etage des Gebäudes das Literaturunternehmen Goodrich Enterprises des Kinderbuchschriftstellers Samuel Griswold Goodrich („Peter Parley“) seinen Sitz.
Von 1832 bis 1865 hatte der von William Ticknor gegründete Verlag Ticknor and Fields in dem Gebäude seinen Sitz, der später umbenannt wurde, nachdem Ticknor James Thomas Fields als Partner mit aufgenommen hatte. Im 19. Jahrhundert war das Unternehmen streckenweise eine der wichtigsten Verlagsgesellschaften in den Vereinigten Staaten und war Treffpunkt bekannter Autoren, darunter Henry Wadsworth Longfellow, Ralph Waldo Emerson, Nathaniel Hawthorne, Charles Dickens und Oliver Wendell Holmes, Sr. Der Verlag hatte das gesamte Gebäude angemietet und nutzte lediglich einen kleinen Teil als Verkaufsraum. Andere Räumlichkeiten wurden auch untervermietet. Nach dem Tod von Ticknor verkaufte Fields das Gebäude an das Unternehmen E. P. Dutton, und auch danach wurde das Haus stets an weitere Verlage und Buchläden veräußert.
In den 1950er Jahren verfiel das Gebäude zusehends und war im Jahr 1960 akut vom Abriss bedroht, konnte aber durch einen rechtzeitigen Verkauf an die Historic Boston, Inc. davor gerettet werden. Von 1998 bis 2002 war im Gebäude ein Verkaufsraum des Boston Globe beheimatet, von 2005 bis zu ihrem Bankrott 2009 unterhielt die US-amerikanische Schmuckwarenkette Ultra Diamonds dort einen Shop. Seitdem war der Verkaufsraum vakant, bis am 13. Juli 2011 die Restaurantkette Chipotle Mexican Grill eine bevorstehende Eröffnung im Old Corner Bookstore bekannt gab.
Das Gebäude wurde in das National Register of Historic Places aufgenommen.